# Harry Sinden
Harold James "Harry" Sinden, född 14 september 1932 i Collins Bay i Ontario, är en kanadensisk före detta ishockeyspelare.
Sinden blev olympisk silvermedaljör i ishockey vid vinterspelen 1960 i Squaw Valley.